# Il club degli intrighi
Il club degli intrighi (Banning) è un film del 1967 diretto da Ron Winston.
È un film drammatico statunitense a sfondo romantico e sportivo con Robert Wagner, Anjanette Comer e Jill St. John.

## Trama
Un campione di golf a cui ingiustamente è stata tolta la licenza per giocare, riesce alla fine, vincendo una  partita molto difficile, ad essere di nuovo riammesso nel mondo dello sport, a guadagnare una somma di denaro necessaria per pagare i suoi debiti e a coronare il suo sogno d'amore.

## Produzione
Il film, diretto da Ron Winston su una sceneggiatura di James Lee e un soggetto di Hamilton Maule, fu prodotto da Richard Berg per la Universal Pictures e girato negli Universal Studios a Universal City, California. Quincy Jones e Bob Russell furono nominati per un Academy Award per la canzone The Eyes of Love.

## Distribuzione
Il film fu distribuito con il titolo Banning negli Stati Uniti nel dicembre 1967 al cinema dalla Universal Pictures.
Altre distribuzioni:
- in Germania Ovest il 21 luglio 1967 (25000 Dollar für einen Mann)
- nei Paesi Bassi il 22 febbraio 1968 (Ik Mike Banning)
- in Portogallo il 5 aprile 1969 (Um Homem em Leilão)
- in Italia (Il club degli intrighi)
- in Austria (25 000 Dollar für einen Mann)
- in Brasile (Um Homem em Leilão)

## Critica
Secondo il Morandini il film è una "commedia modesta" che non mantiene le promesse iniziali.

## Promozione
Le tagline sono:
- The truth about the women who go all out... when they go for a man!
- The action begins... when the auction ends!